# Esther Gronenborn

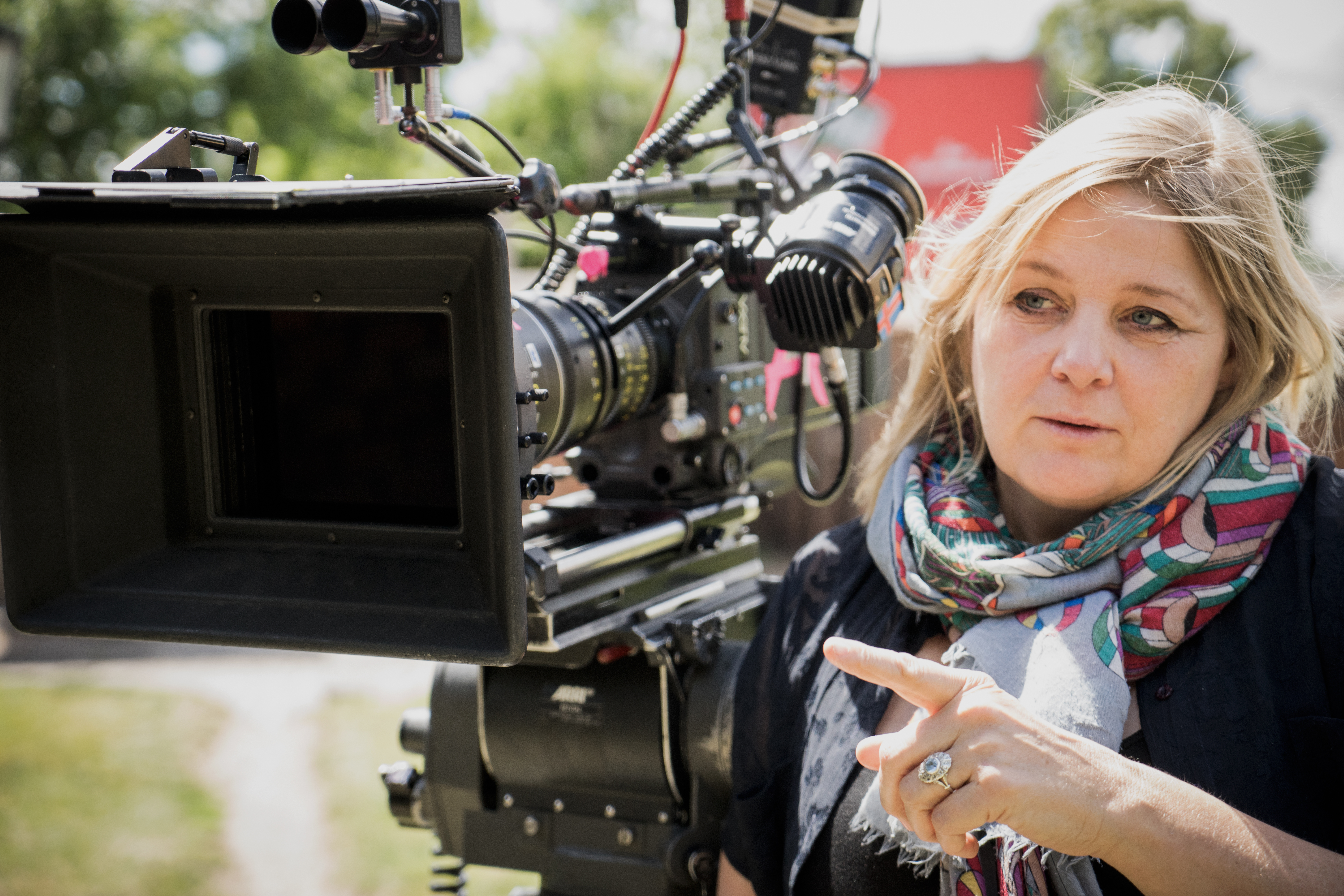
Esther Gronenborn 2016

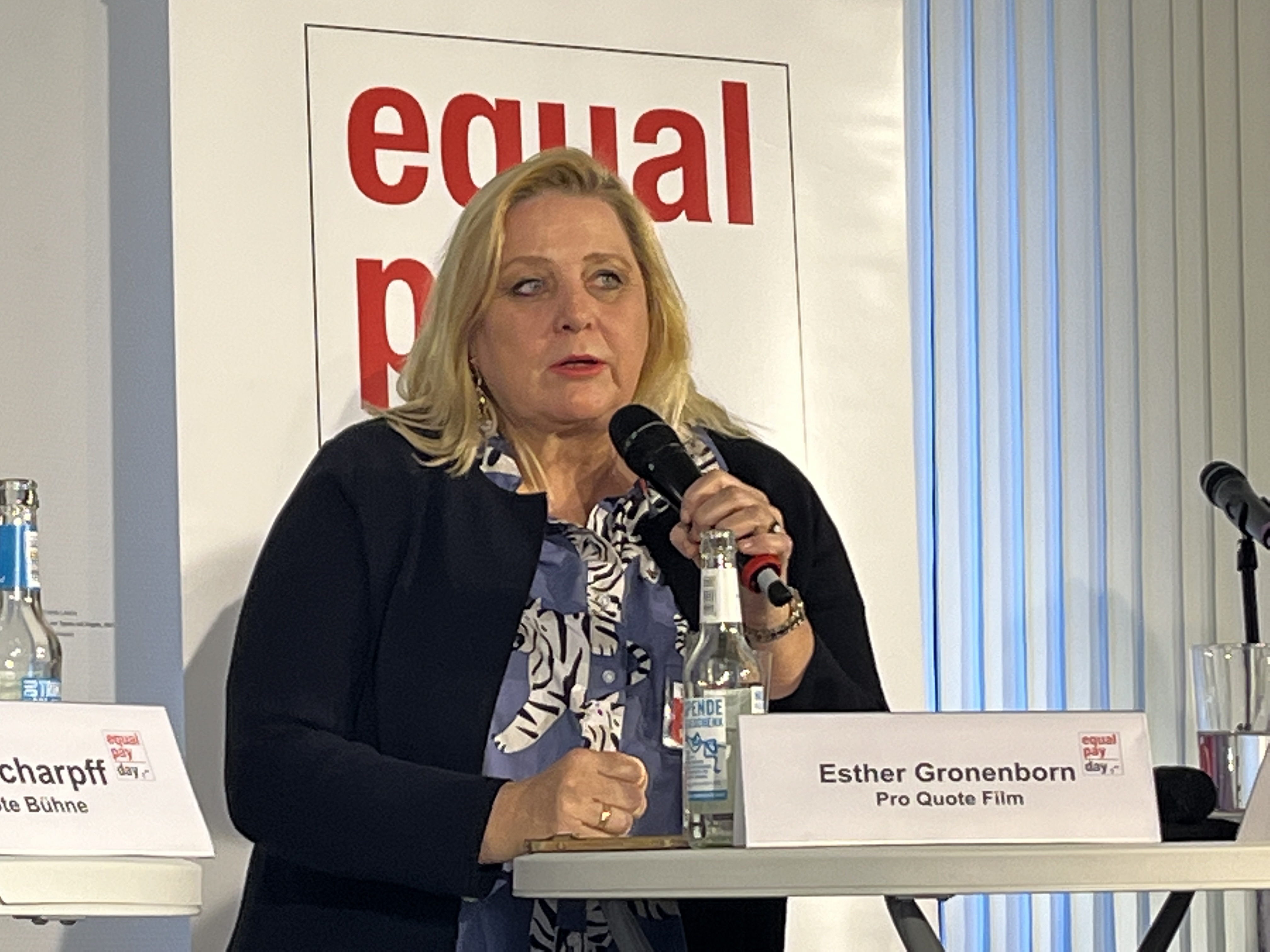
Die deutsche Regisseurin Esther Gronenborn spricht beim Kick-off-Event zum Aktionstag für Gleichstellung in Deutschland.

Esther Gronenborn (* 1968 in Oldenburg) ist eine deutsche Regisseurin.

## Leben und Wirken
Esther Gronenborn ist Absolventin der Filmhochschule München. Sie war 1987 Gründungsmitglied der Stuttgarter Filmveranstaltungs- und Künstlergruppe „Wand 5“, die seither jedes Jahr das Filmfestival Stuttgarter Filmwinter veranstaltet. Seit 1997 arbeitet sie als freischaffende Autorin und Regisseurin. Während ihres Studiums machte sie mehrere Auslandssemester in Hong Kong, China, England und Rumänien. Zwischen 1994 und 1997 war sie für Columbia TriStar als Dubbingmanagerin tätig und machte eine Hospitanz in der Columbia Tri Star Hong Kong Office Asia Distribution. Dort besuchte sie Drehs von den Shaw Brothers oder den Filmworkshop John Woos und Tsui Harks. Im Jahr 1997 schloss sie ihr Studium ab und arbeitete für die Firma DORO Berlin als Musikvideoregisseurin. Dort entstanden Clips wie Messer im Kopf oder Meine kleine Schwester. Nach drei Jahren als Regisseurin für Musikvideos kam im Jahr 2000 ihr Spielfilmdebüt alaska.de in die Kinos und brachte ihr u. a. die Lola für die beste Regie ein. Für Adil geht und Stadt als Beute bekam sie zwei weitere Preise. Esther Gronenborn machte Arbeiten für die Berliner Philharmonie, drehte für die Firma Kakoii Social Spots und Virals sowie drei interaktive Spielfilme zur Drogenprävention. Für das Fernsehmagazin Galileo Mystery erstellte sie mehrere Episoden und verfilmte mit 24 Frames und Seven Pictures den Mysterythriller Hinter Kaifeck. Esther Gronenborn war von 2008 bis 2014 im Vergabeausschuss der FFA (Filmförderungsanstalt) und von 2014 bis 2016 im geschäftsführenden Vorstand des Bundesverbandes Regie. Sie ist Mitglied der Deutschen und Europäischen Filmakademie sowie bis 2024 im Vorstand von ProQuote Film.

## Filmografie

### Kurz-, Spiel- und Fernsehfilme
- 1986: Hundstage (Kurzfilm, Video)
- 1987: How to use a car (Kurzfilm, Super 8)
- 1988: Tief unten (Kurzfilm, Super 8)
- 1990: Sie schämen sich ihrer Tränen nicht (Kurzfilm, 16 mm)
- 1991: I wonder in Pornoland (Kurzfilm, 16 mm)
- 1992: Morgengrauen (Kurzfilm)
- 1995: EPG 55 oder der Tag, an dem mein Fernseher kaputt ging (Kurzfilm, 16 mm)
- 1997: Die Straße zum Glück (DV)
- 2000: alaska.de
- 2002: 99 Euro Films (Episode Balkan Rhapsody; Kurzfilm, DV)
- 2005: Adil geht
- 2005: Stadt als Beute (Episode Ohboy)
- 2006: DVD zur Drogenprävention, (ca. 60 min.) Teil 1
- 2007: Galileo Mystery (div. Folgen, Studioregie und Dokumentardrehs)
- 2009: Hinter Kaifeck
- 2009: Hast Du noch was vor? Teil II, 60 min. interaktiver Drogenpräventionsspielfilm
- 2010: Hast Du nochwas vor? Teil III, 70 min. interaktiver Drogenpräventionsspielfilm
- 2011: Hast Du noch was vor? Teil 1 und IV, 50 min u. 15 min. interaktiver Drogenpräventionsspielfilm
- 2012: BalkanBeats, Eine musikalische Reise (Dokumentarfilm)
- 2013: Down in Brandenburg (Koproduzentin)
- 2015: Die Vergeltung (Fernsehfilm)
- 2017: Ich werde nicht schweigen (Fernsehfilm)
- 2019: Ein Wochenende im August (Fernsehfilm)
- 2020: Ziemlich russische Freunde (Fernsehfilm)
- 2020: Das Leben ist kein Kindergarten (Fernsehfilmreihe)
- 2021: Väter allein zu Haus: Timo (Fernseh-Minireihe, Film 3)
- 2021: Väter allein zu Haus: Andreas (Film 4)
- 2022: Nächste Ausfahrt Glück – Der richtige Vater (Fernsehfilm)
- 2022: Nächste Ausfahrt Glück – Song für die Freiheit (Fernsehfilm)
- 2022: Das weiße Schweigen (Fernsehfilm)
- 2023: Ein Regenbogen zu Weihnachten (Fernsehfilm)
- 2024: Neuer Wind im Alten Land: Beke wirbelt auf (Fernsehfilm)
- 2024: Neuer Wind im Alten Land: Gestrandet (Fernsehfilm)

## Auszeichnungen
- 1992: Bestes Drehbuch für Kurzfilm Morgengrauen, FilmVerlag der Autoren
- 1992: Silberner Mikeldo in Bilbao für Morgengrauen
- 1993: Kodakpreis Hofer Filmtage für Morgengrauen
- 2001: Bayerischer Filmpreis Beste Nachwuchsregie für alaska.de
- 2001: Deutscher Filmpreis/Lola für die Beste Regie für alaska.de
- 2001: Nominierung Europäischer Filmpreis für Beste internationale Nachwuchsregie
- 2002: Nominierung Grimme-Preis für alaska.de
- 2001: Bestes Drehbuch alaska.de FilmKunstFest Schwerin
- 2001: Preis der deutschen Filmkritik für beste Musik
- 2002: Giffoni Kinder- und Jugendfilmfestival 2. Preis für alaska.de.
- 2005: Hauptpreis Fliegender Ochse für Adil Geht, FilmKunstFest Schwerin
- 2005: Lobende Erwähnung der Jury des Max Ophüls Festivals für Adil Geht
- 2006: Preis des internationalen Verbandes der Filmkunsttheater (Confédération Internationale des Cinémas D’Art et Essai) für Stadt als Beute